# Világkiállítás

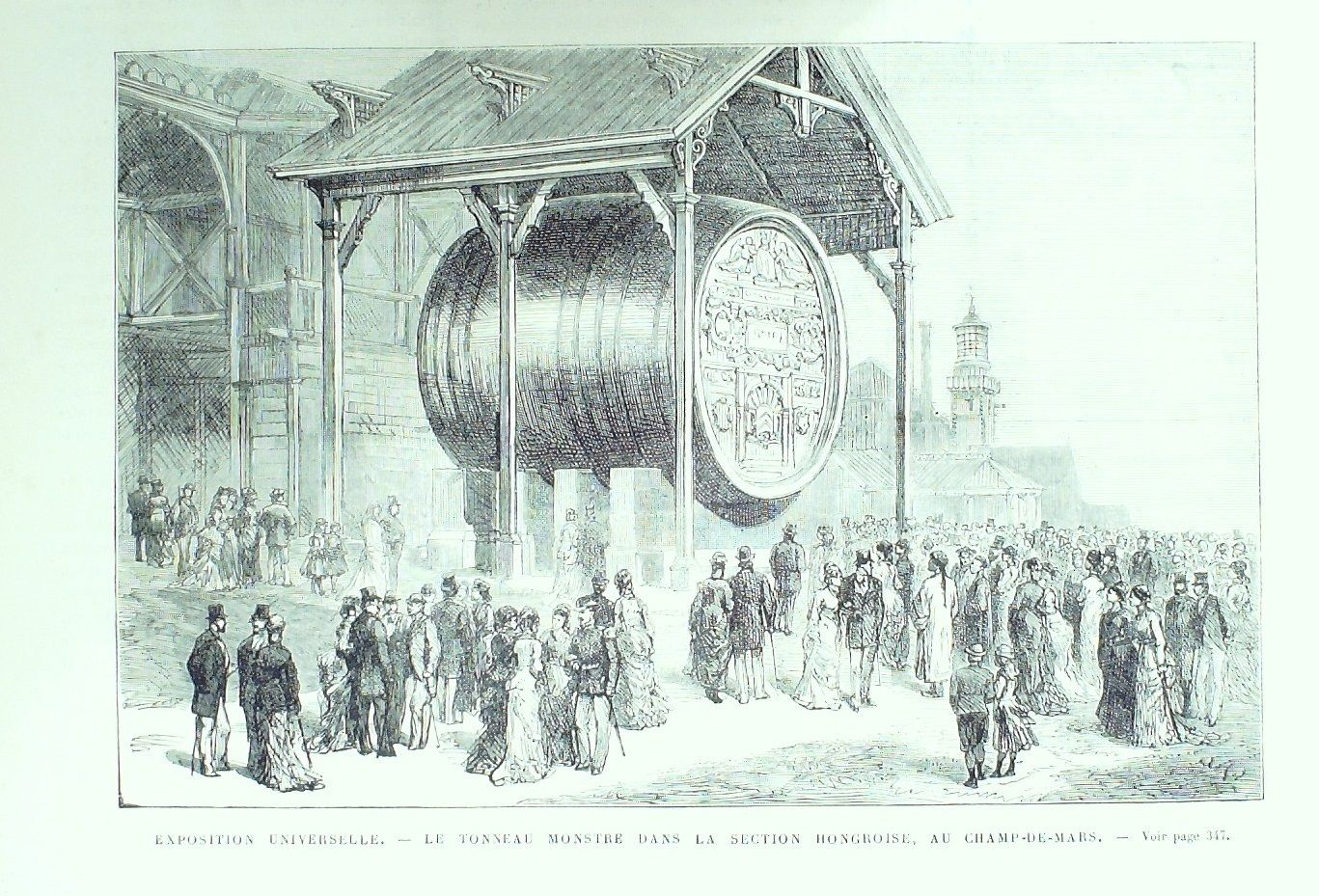
1878. Párizs, a nagykanizsai óriáshordó a világkiállításon. A somogyi tölgyfából összeállított hordó 82 dongából állt, melyek egyenként 5,75 méter hosszúak, s 20 cm vastagok voltak. Űrtartalma 1000 hektoliter volt

A világkiállítás vagy univerzális kiállítás (ismert expó néven is, ez az angol exposition, „kiállítás” szó rövidítése) a 19. század közepe óta a nagyközönségnek rendezett óriáskiállítások elnevezése. Gazdasági és kulturális hatását tekintve ez a harmadik legnagyobb esemény a labdarúgó-világbajnokság és az olimpiai játékok után.[forrás?] A másik két eseményhez képest régebben kezdtek expókat rendezni. Az első helyszíne a londoni Hyde Park Kristálypalotája volt 1851-ben, „Minden nemzet iparának alkotásaiból rendezett nagy kiállítás” (Great Exhibition of the Works of Industry of All Nations). A kiállítás ötlete Albert hercegtől, Viktória királynő férjétől származott, és a gyártott termékek első nemzetközi seregszemléje volt. Mint ilyen, a társadalom számos aspektusának fejlődését befolyásolta, [forrás?] legyen szó a művészetek oktatásáról, a nemzetközi kereskedelemről, vagy akár a turizmusról. Ezenkívül számos további nemzetközi kiállítás elődje lett, amelyeket később „világkiállítás” néven emlegettek, és amelyek a mai napig megrendezésre kerülnek.
A világkiállítás fő látványosságai a részt vevő országok által felállított és berendezett nemzeti pavilonok. A 2000-es hannoveri expón a pavilonok megépítésére fordított átlagos költség 13 millió eurót tett ki.[forrás?] A hatalmas költségeket tekintve az EU kormányai néha szkeptikusak a részvételt illetően, mivel a kézzelfogható haszon értékét gyakran kevesebbre becsülik a befektetésnél. Azonban a hatásokat gyakran nem vizsgálják. Kivétel volt ez alól az a független tanulmány, amely a 2000-es kiállítás holland pavilonjával kapcsolatban készült. A kutatás becslése szerint a 160,35 millió eurós építési költségű pavilon mintegy 350 millió eurós lehetséges jövedelmet jelent a holland gazdaságnak. A tanulmány a világkiállítási pavilonok sikerességének kulcstényezőit általános érvényűen is leírta.
1928-ban írták alá a nemzetközi kiállításokról szóló egyezményt (Convention on International Exhibitions), azóta a Nemzetközi Kiállítási Iroda (Bureau International des Expositions, BIE) nemzetek közötti szabályozó testület. A BIE többféle vásárt hagyhat jóvá, ezek lehetnek univerzálisak, nemzetköziek vagy speciálisak. Ezek általában 3-6 hónapig tartanak.

## A világkiállítások rövid története

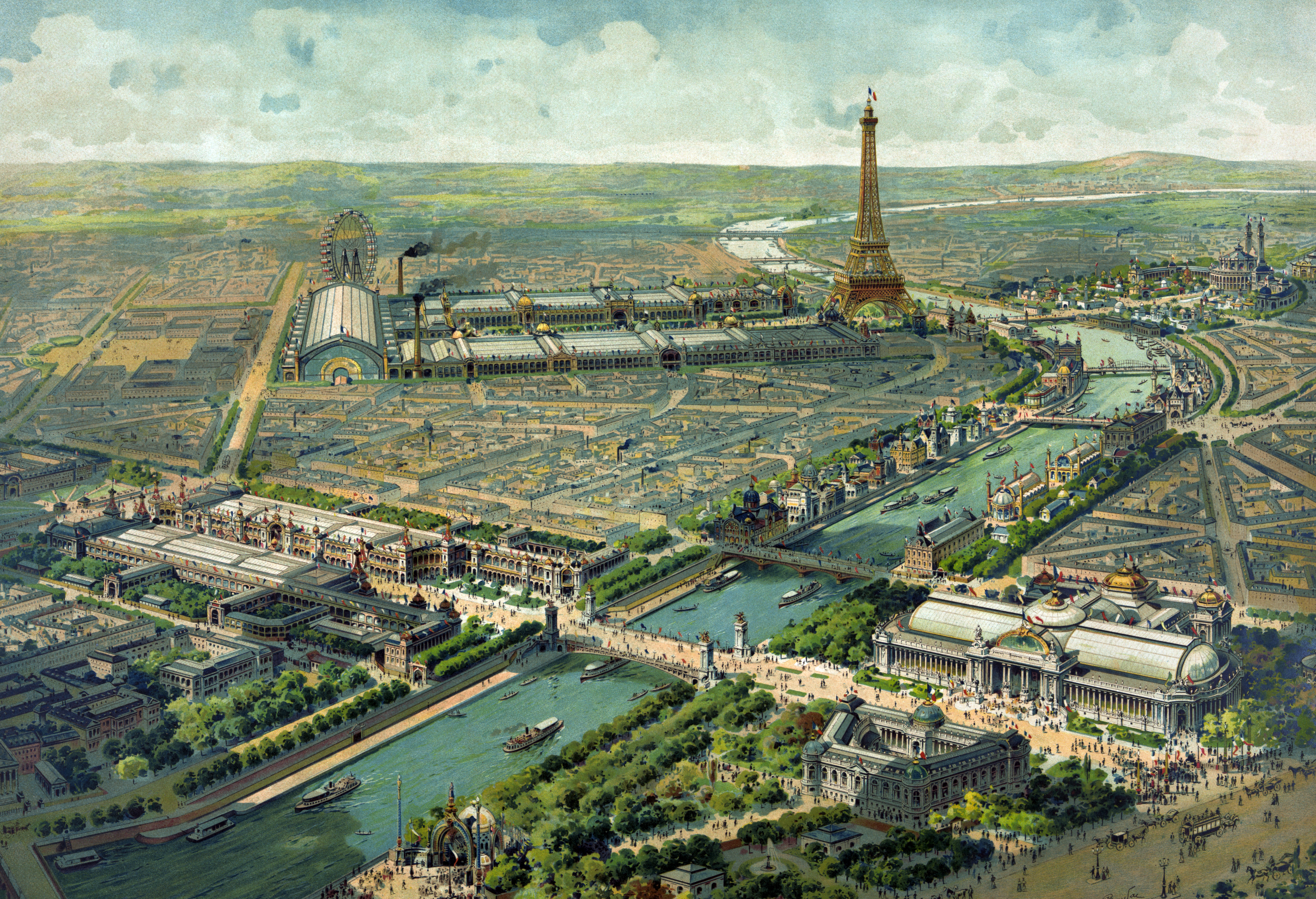
Az 1900-as párizsi világkiállítás panorámaképe

A világkiállítások eredete az országos kiállítások francia hagyományaira nyúlik vissza, amelyek közül a legnagyobb az 1844-ben Párizsban rendezett Francia Ipari Kiállítás volt. Ezt követően az európai kontinensen számos hasonló országos kiállítást rendeztek, majd Londonban valósult meg az első valódi nemzetközi vásár.
Az 1851-es kezdetek óta fokozatosan alakult a világkiállítások karaktere. Három korszak különböztethető meg:[forrás?] az iparosodás kora, a kulturális csere kora, valamint a nemzeti megnyilatkozások kora.

### Iparosodás (1851–1938)
Az első korszak durván az 1800–1950 közötti időszakra esik. Ebben az időszakban a világkiállítások középpontjában elsősorban a kereskedelem állt, és a technológiai találmányok és fejlesztések bemutatásáról váltak híressé. Ezek az események adtak lehetőséget arra, hogy egy helyütt legyen bemutathatóak a világ különböző helyeiről származó tudományos és a technikai újdonságok. Ebből a szempontból az 1851-es londoni, az 1889-es párizsi, az 1893-as chicagói, az 1900-as párizsi, az 1904-es St. Louis-i kiállítások tekinthetők mérföldkőnek.[forrás?] Olyan találmányokat, mint a telefon, ebben az időszakban mutattak be. Az expó mai hírnevének jelentős része ekkor alapozódott meg.

### Kulturális csere (1939–1987)
Az 1939-es New York-i és az 1949-es stockholmi világkiállítás már másra helyezte a hangsúlyt. Onnantól kezdve az expók mindig egy adott kulturális jelentőségű témát helyeztek a középpontba, és az emberiség különböző problémáinak kérdéseit. A jövőbe tekintő kiállítások utópisztikus jelleget öltöttek. A technika és az újítások megőrizték fontosságukat, de már nem a kiállítás egyetlen érdekességeként. A Holnap Világa (New York, 1939), és a Sport (Stockholm, 1949) expók példák erre. A kiállítások meghatározó eleme lett a kultúrák közötti párbeszéd és a megoldások megvitatása. A korszak legjelentősebb expója vitathatatlanul az 1967-es montréali. A 2000-es hannoveri világkiállítás 'Világ körüli programok' (Projects Around the World) címmel az egész földkerekségről hozott össze maradandó ötleteket és megoldásokat. A 2005-ös aicsi expó volt az eddigi leginkább tematikus kiállítás.

### Nemzeti védjegyek (1988–tól napjainkig)
A brisbane-i 1988-as expó óta a résztvevők számára nemzeti megjelenésük nagy lehetőségeként használják az eseményt, amiben nagy szerepet kapnak az egyes pavilonok. Finnország, Japán, Kanada, Franciaország és Spanyolország kiváló példák erre. Tjaco Walvis "A 2000-es hannoveri expó számokban" (Expo 2000 Hanover in Numbers) címmel megjelent átfogó tanulmányában leírta, hogy a kérdéses kiállításon részt vevő országok 73%-ának a nemzetkép javítása volt az elsődleges célja. Egy olyan világban, ahol a nemzetről kialakított kép kulcsfontosságú, a pavilonok reklámhadjárat eszközévé váltak, az expó pedig a „nemzeti védjegyek” bemutatásának színtere. A kulturális és a jelképes indokokon kívül a rendező országok (és persze azon belül a vendéglátó térség illetve város) szintén reklámozza magát az eseménnyel. Wally Olins márkaszakértő szerint Spanyolország arra használta az Expo '92-t és az ugyanabban az évben megrendezett barcelonai nyári olimpiát, hogy az Európai Unió és a világ közösségének fontos, modern és demokratikus tagjaként mutatkozhasson be.
A mai világkiállítások mindhárom korszak jegyeit magukon viselik. Új találmányokat mutatnak be, tematikusan segítik a kulturális cserét, és reklámlehetőséget jelentenek egy városnak, térségnek, illetve nemzetnek.

## A világkiállítások csoportosítása
Jelenleg kétféle világkiállítás létezik: bejegyzett és elismert. A bejegyzett kiállítások jelentik a legnagyobb kategóriájú eseményeket. Régebben a bejegyzett expókat “Univerzális kiállításnak” nevezték. Bár a köznyelvben még használatos ez a megnevezés, hivatalosan már nem használatos. A bejegyzett kiállításokon a résztvevők általában megépítik a saját pavilonjukat, ezért ezek a legkülönlegesebb és legköltségesebb expók. Tarthatnak hat hétig, vagy akár hat hónapig is. 1995 óta két bejegyzett kiállítás között legalább 5 évnek el kell telnie. A legutóbbi világkiállítás a 2015. május 1. – október 31. között, Milánóban rendezett Expo 2015.
Az elismert kiállítások kisebb terjedelműek, alacsonyabb költségűek, és általában rövidebb ideig tartanak: három hét és három hónap között. Korábban ezeket "Nemzetközi vagy Szakvásárok" néven emlegették, de ezek a fogalmak ma már nincsenek hivatalos használatban. Az elismert kiállítások teljes területe nem haladhatja meg a 25 hektárt, és a részt vevő országok számára emelt pavilonokért a szervezők nem kérhetnek semmiféle bérleti díjat, költségtérítést vagy egyéb címen pénzt. A legnagyobb pavilon nem lehet 1000 m2-nél nagyobb alapterületű. Két bejegyzett világkiállítás között csak egy elismert kiállítás tartható.
A világkiállítások harmadik kategóriáját a Nemzetközi Kertexpó ˙(International Garden Exposition) teszi ki, amely a BIE és a Nemzetközi Kertészeti Egyesület (International Horticultural Association) közös rendezvénye, ahol a résztvevők kertek és kerti pavilonok segítségével mutatkoznak be.

### Bejegyzett avagy univerzális kiállítások
Az univerzális kiállítások egyetemes témákat ölelnek fel, amelyek az emberi tapasztalat teljes spektrumát felölelik. Itt a nemzetközi és a céges résztvevők megjelenésének alkalmazkodnia kell az adott világkiállítás témájához. Ezeket a kiállításokat ritkábban rendezik meg, mint a nemzetközi vagy szakkiállításokat, mivel drágábbak és a pavilonokat teljesen az alapoktól kezdve kell megtervezni. Ennek eredményeképpen a részt vevő nemzetek azért versengenek, hogy a lehető legkülönlegesebb és legemlékezetesebb épületeket hozzák létre. Ennek legutóbbi példái: Japán, Franciaország, Marokkó és Spanyolország pavilonjai az Expo '92-n. További univerzális kiállítások: a brüsszeli Expo '58, a montréali Expo 67, az oszakai Expo '70, és a sevillai Expo ′92. A fejlődő országok illetve az azonos földrajzi területről érkező nemzetek előre gyártott építményeket használnak, illetve ugyanott állítanak ki (pl. az Amerikai országok plázája a sevillai kiállításon).
Az 1939-1940 és az 1964-1965 között rendezett New York-i világkiállításokat a BIE jóváhagyása nélkül rendezték meg. Mivel ezek az expók sem a helyet, sem az időt tekintve nem feleltek meg a BIE előírásainak (hiszen legfeljebb hat hónapig tarthattak volna), a testület megvonta tőlük a “hivatalos” státuszt. A rendezők azzal fordultak az idegenforgalmi és kereskedelmi szervezetek felé, hogy nemzeti pavilonokat állítsanak fel hivatalos állami szponzoráció helyett. Azonban számos kormány mindkét világkiállításon részt vett. 1959-ben New York polgármestere, Robert Wagner felkérte Frederick Pitterát (nemzetközi vásár- és kiállításszervezőt, aki az Encyclopaedia Britannica és a Comptons Encyclopedia szócikkeihez a világvásárok történetének megírásával járult hozzá), hogy az 1964-es New York-i világvásár előtt készítse el az első megvalósíthatósági tanulmányt. A tanulmány elkészítésében részt vett Pittera mellett Victor Gruen osztrák építész (a 'pláza' feltalálója). Számos amerikai város közül az Eisenhower Bizottság egyhangúlag New Yorknak ítélte a világkiállítás rendezésének jogát. Az 1939-1940-es világkiállítás helyszíne Flushing Meadow 1216 hold területe volt, ugyanezen a területen az 1964-1965-ben rendezett kiállításhoz csupán 646 holdat vettek igénybe (ez körülbelül a Central Park mérete).
A századforduló óta a BIE csupán ötévente engedélyezi az expók megrendezését, mivel az 1980-as és 1990-es években egymást érték az ilyen rendezvények, egyesek szerint ez a részt vevő nemzetek lehetséges költségeinek csökkentésével magyarázható. Ezt a szabályt talán mindegyik expóra vonatkoztatják majd, ám lehet, hogy csak az univerzális kiállítások rendezhetők ötévente, míg a nemzetközi vagy a szakkiállítások megrendezhetők időközben, amennyiben adott országok jelzik részvételi szándékukat.

### „Elismert kiállítások” avagy nemzetközi vagy speciális kiállítások
A nemzetközi kiállítások létrejöttét gyakran egy közös téma motiválja, mint például a közlekedés (Vancouver Expo 86), vagy, a “Kikapcsolódás a technológia korában” (Brisbane, Expo '88). A 2008-as Nemzetközi Kiállítást a spanyol Zaragoza városa rendezte "Víz és fenntartható fejlődés" címmel. Ezek a témák szűkebb érdeklődési területet mutatnak be az univerzális kiállításokhoz képest.
A nemzetközi és szakkiállítások általában kisebb fókuszúak és alacsonyabb költségűek mind a rendezők, mind a résztvevők számára, mivel az építészeti kiadásokat csökkenti, hogy csupán bérbe veszik a helyet a rendezőbizottságtól, és általában előre gyártott építményt állítanak fel. Ezekre az építményekre az országok saját színeiket festhetik fel, illetve elképzeléseik szerint díszíthetik a külsejét, belsejét pedig saját tartalommal tölthetik meg. Ennek egyik példája Kína: a nemzetet jelképező kínai boltívek több előre gyártott kiállítási pavilonjukon megjelenik (Expo '88, Expo '92, Expo '93).
A 2012-es expó helyszíne a dél-koreai Joszu volt, témája pedig „Az élő óceán és partja: forrásaink sokfélesége és fenntartható tevékenységeink”

### Nemzetközi kertészeti kiállítások
- Japán: Oszaka 1990 avagy: 'Hana-haku', a Virágkiállítás
- Kína: Kunming 1999
- Thaiföld: 2006 Királyi Flóra Ratchapruek
- Tajvan: Tajpej 2010

## A kiállítások listája

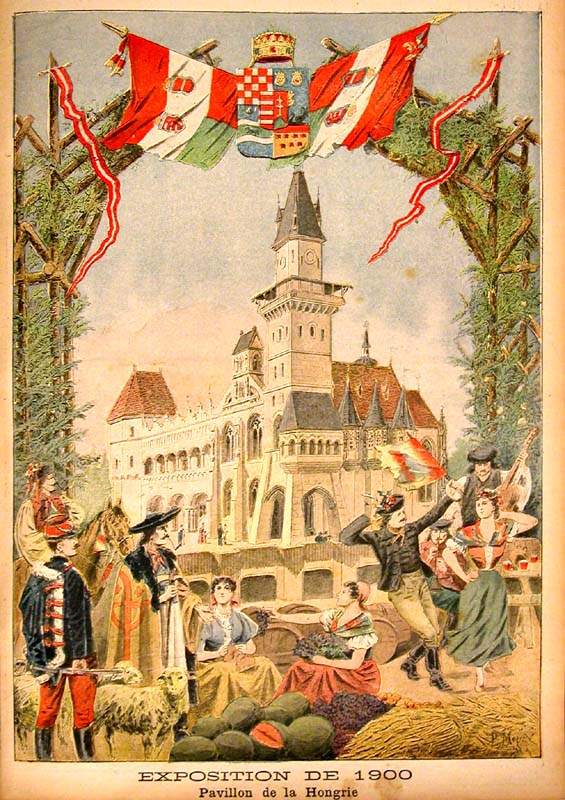
Az 1900-as párizsi világkiállítás magyar pavilonja

Az eddigi hivatalos világkiállítások listája (univerzális, nemzetközi/speciális, nemzetközi kertészeti) a Bureau International des Expositions hivatala szerint and ExpoMuseum:
| Év   | Helyszín                                           | Cím/Mottó/Híres építmények                                                                                    |
| ---- | -------------------------------------------------- | --- |
| 1851 | London, Egyesült Királyság                         | Great Exhibition of the Works of Industry of All Nations (BIE) / Crystal Palace (Kristálypalota)              |
| 1853 | New York, USA                                      | Exhibition of the Industry of All Nations                                                                     |
| 1853 | Dublin, Írország,                                  | Great Industrial Exhibition                                                                                   |
| 1855 | Párizs, Franciaország                              | Exposition Universelle (BIE)                                                                                  |
| 1862 | London, Egyesült Királyság                         | London International Exhibition on Industry and Art 1862 (BIE)                                                |
| 1867 | Párizs, Franciaország                              | Exposition Universelle de Paris 1867 (BIE)                                                                    |
| 1873 | Bécs, Ausztria                                     | Weltausstellung 1873 – Kultur und Wirtschaft - (BIE) - Rotunda                                                |
| 1874 | Dublin, Írország                                   | International Exhibition of Arts and Manufactures                                                             |
| 1876 | Philadelphia, Pennsylvania, USA                    | Centennial International Exhibition of Arts, Manufactures and Products of the Soil and Mines (BIE)            |
| 1878 | Párizs, Franciaország                              | Exposition Universelle de Paris (BIE)                                                                         |
| 1879 | Berlin, Németország                                | Berliner Gewerbeausstellung – az első villamosüzemű vasút                                                     |
| 1880 | Melbourne, Ausztrália                              | International Exhibition of arts, Manufactures and Agricultural and Industrial Products of all Nations. (BIE) |
| 1884 | New Orleans, Louisiana, USA                        | New Orleans Universal Expositon and World's Fair                                                              |
| 1885 | Antwerpen, Belgium                                 | Exposition Universelle d'Anvers                                                                               |
| 1886 | London, Egyesült Királyság                         | Colonial and Indian Exhibition                                                                                |
| 1888 | Melbourne, Ausztrália                              | Centennial Exhibition of Melbourne                                                                            |
| 1888 | Glasgow, Skócia                                    | International Exhibition                                                                                      |
| 1888 | Barcelona, Spanyolország                           | Exposition Universal de Barcelona (BIE)                                                                       |
| 1889 | Párizs, Franciaország                              | Exposition Universelle de Paris (BIE) - Eiffel-torony                                                         |
| 1893 | Chicago, Illinois, USA                             | World Columbian Exposition (BIE)                                                                              |
| 1894 | San Francisco, Kalifornia, USA                     | California Mid-Winter Exposition                                                                              |
| 1895 | Atlanta, Georgia, USA                              | Cotton States and International Exposition                                                                    |
| 1896 | Berlin, Németország                                | Berliner Gewerbeausstellung                                                                                   |
| 1897 | Brüsszel, Belgium                                  | Exposition International de Bruxelles (BIE)                                                                   |
| 1900 | Párizs, Franciaország                              | Exposition Universelle et Internationale de Paris (BIE)                                                       |
| 1901 | Buffalo, New York, USA                             | Pan-American Exposition                                                                                       |
| 1904 | St. Louis, Missouri, USA                           | Louisiana Purchase Exposition (BIE) - Louisiana-emlékmű                                                       |
| 1905 | Liège , Belgium                                    | Exposition Universelle et Internationale de Liège (BIE)                                                       |
| 1906 | Milánó, Olaszország                                | Esposizione Internazionale del Sempione (BIE)                                                                 |
| 1907 | Dublin, Írország                                   | Irish International Exhibition                                                                                |
| 1907 | Hampton Roads, Virginia, USA                       | Jamestown Exposition                                                                                          |
| 1909 | Seattle, Washington, USA                           | Alaska-Yukon-Pacific Exposition                                                                               |
| 1910 | Brüsszel, Belgium                                  | Exposition Universelle et Internationale de Bruxelles (BIE)                                                   |
| 1911 | Torino, Olaszország                                | Expo Internazionale                                                                                           |
| 1913 | Gent, Belgium                                      | Wereldtentoonstelling Gent (BIE)                                                                              |
| 1915 | San Francisco, Kalifornia, USA                     | The 1915 Panama-Pacific Exposition of San Francisco (BIE) - Szépművészeti Palota                              |
| 1915 | San Diego, Kalifornia, USA                         | Panama-California Exposition                                                                                  |
| 1922 | Rio de Janeiro, Brazília                           | Exposição do Centenario do Brasil                                                                             |
| 1924 | Wembley, Egyesült Királyság                        | British Empire Exhibition                                                                                     |
| 1925 | Párizs, Franciaország                              | Exposition Internationale des Arts Décoratifs et Industriels Modernes                                         |
| 1926 | Philadelphia, Pennsylvania, USA                    | Sesquicentennial Exposition                                                                                   |
| 1929 | Barcelona, Spanyolország és Sevilla, Spanyolország | Exposición Internacional de Barcelona (BIE), Exposición Ibero-Americana                                       |
| 1930 | Antwerpen, Belgium                                 | Exposition internationale coloniale, maritime et d'art flamand                                                |
| 1930 | Lüttich, Belgium                                   | Exposition internationale de la grande industrie, sciences et applications, art wallon ancien                 |
| 1931 | Párizs, Franciaország                              | French Colonial Exposition                                                                                    |
| 1933 | Chicago, Illinois, USA                             | A Century of Progress – nemzetközi kiállítás (BIE)                                                            |
| 1935 | Brüsszel, Belgium                                  | Exposition universelle et internationale (BIE)                                                                |
| 1936 | Stockholm, Svédország                              | ILIS - Internationella Luftfartsutställningen i Stockholm – repülőkiállítás (BIE)                             |
| 1937 | Párizs, Franciaország                              | Exposition Internationale des Arts et Techniques dans la Vie Moderne (BIE)                                    |
| 1938 | Helsinki, Finnország                               | Second International Aeronautic Exhibition S.I.L.I. (BIE)                                                     |
| 1939 | Liège, Belgium                                     | Exposition Internationale de la technique de l'eau (BIE)                                                      |
| 1939 | New York, USA                                      | New York World's Fair (BIE) avagy The World of Tomorrow Futurama Trylon Perisphere                            |
| 1939 | San Francisco, Kalifornia, USA                     | Golden Gate Exposition avagy Golden Gate International Exposition                                             |
| 1942 | Róma, Olaszország                                  | E.42 Esposizione Universale Roma                                                                              |
| 1947 | Párizs, Franciaország                              | Urbanism (BIE)                                                                                                |
| 1949 | Stockholm, Svédország                              | Universal Sport Exhibition (Linguiade) (BIE)                                                                  |
| 1949 | Port-au-Prince, Haiti                              | L'Exposition Internationale de Port au Prince (BIE), Bicentennial of the foundation of Port-au-Prince         |
| 1949 | Lyon, Franciaország                                | Rural Habitation (BIE)                                                                                        |
| 1951 | Lille, Franciaország                               | International Exhibition of Textile (BIE)                                                                     |
| 1953 | Jeruzsálem, Izrael                                 | International Exhibition and Fair Jerusalem Israel Conquest of the desert (BIE)                               |
| 1953 | Róma, Olaszország                                  | Roma 1953 Agricultural Exhibition (BIE)                                                                       |
| 1954 | Nápoly, Olaszország                                | Mostra d'Oltremare - Campi Flegrei (BIE), Navigation                                                          |
| 1955 | Torino, Olaszország                                | International Sport Exhibition (BIE)                                                                          |
| 1955 | Helsingborg, Svédország                            | H55 Exposition Internationale des Arts appliques de l'habitation et de l'amenagement interieure (BIE)         |
| 1956 | Beit Dagan, Izrael                                 | Exhibition of Citriculture (BIE)                                                                              |
| 1957 | Berlin, Németország                                | Interbau - Berlin 57 (BIE), a Hansa-negyed újjáépítése                                                        |
| 1958 | Brüsszel, Belgium                                  | Expo '58 / Atomium; 1958. április 17. – október 19.                                                           |
| 1961 | Torino, Olaszország                                | International Labour Exhibition (BIE), Centenary Celebration of the Unification of Italy                      |
| 1962 | Seattle, Washington, USA                           | Century 21 Exposition (BIE) / Space Needle                                                                    |
| 1964 | New York, USA                                      | 1964/1965 New York World's Fair                                                                               |
| 1965 | München, Németország                               | IVA - International Transport Exhibition (BIE)                                                                |
| 1967 | Montréal, Kanada                                   | Expo 67 (BIE), Habitat 67                                                                                     |
| 1968 | San Antonio, Texas, USA                            | Hemisfair '68 (BIE)                                                                                           |
| 1970 | Oszaka, Japán                                      | Expo '70 (BIE) / a Naptorony és a Holdkő, Karlheinz Stockhausen tervezte gömbpavilon                          |
| 1974 | Spokane, Washington, USA                           | Expo '74 (BIE)                                                                                                |
| 1975 | Okinava, Japán                                     | Expo '75 (BIE)                                                                                                |
| 1981 | Plovdiv, Bulgária                                  | Exposition Cynegetique Mondiale Bulgarie (BIE)                                                                |
| 1982 | Knoxville, Tennessee, USA                          | 1982 World's Fair (BIE) / Sunsphere                                                                           |
| 1984 | New Orleans, Louisiana, USA                        | 1984 Louisiana World Exposition (BIE)                                                                         |
| 1985 | Plovdiv, Bulgária                                  | World Exhibition of achievement of the young inventor (BIE)                                                   |
| 1985 | Cukuba, Japán                                      | Expo '85 (BIE)                                                                                                |
| 1986 | Vancouver, Kanada                                  | Expo 86 (BIE)                                                                                                 |
| 1988 | Brisbane, Ausztrália                               | World Expo '88 (BIE)                                                                                          |
| 1991 | Plovdiv, Bulgária                                  | Second World Exhibition of achievements of the young inventors (BIE)                                          |
| 1992 | Sevilla, Spanyolország                             | Exposición Universal de Sevilla 1992 - Expo ′92 / La Cartuja / Makovecz Imre - Magyar Pavilon                 |
| 1992 | Genova, Olaszország                                | Genoa Expo '92 (BIE)                                                                                          |
| 1993 | Tedzson, Dél-Korea                                 | Expo '93 (BIE)                                                                                                |
| 1995 | Bécs, Ausztria és Budapest, Magyarország           | népszavazás után Budapest 1996, végül pénzhiány miatt elmaradt                                                |
| 1998 | Lisszabon, Portugália                              | Expo '98 (BIE)                                                                                                |
| 2000 | Hannover, Németország                              | Expo 2000 / Universal Exhibition Hannover 2000 (BIE)                                                          |
| 2004 | Seine-Saint-Denis, Franciaország                   | |
| 2005 | Nagakute, Japán és Szeto, Japán                    | Expo 2005 |
| 2008 | Zaragoza, Spanyolország                            | Expo 2008 |
| 2010 | Sanghaj, Kína                                      | Expo 2010 |
| 2012 | Joszu, Dél-Korea                                   | Expo 2012 |
| 2015 | Milánó, Olaszország                                | Expo 2015 |
| 2017 | Asztana, Kazahsztán                                | Expo 2017 |
| 2021 | Dubaj, Egyesült Arab Emírségek                     | Expo 2020 |
| 2025 | Oszaka, Japán                                      | Expo 2025 |

## Jövőbeli lehetséges kiállítások
Japán Oroszországot és Azerbajdzsánt győzte le a szavazáson a 2025-ös világkiállítás megrendezésére, legyőzve Jekatyerinburgot. A kiállítás témája: A jövő társadalmának kialakítása, életünk elképzelése a holnapban.

## A kiállítás után
Az épületek többsége ideiglenes, és az esemény után lebontják. Figyelemre méltó kivételt képeznek ez alól a tornyok, melyek közül a leghíresebb az Eiffel-torony, amit az Exposition Universelle (1889) alkalmából emeltek, és mára a rendező város, Párizs meghatározó jelképe lett. Meglepő módon néhány kortárs kritikus a kiállítás után a torony lebontása mellett emelt szót.
Számos világkiállítási pavilont áttelepítettek új helyszínre, és uszodaként, táncteremként vagy étteremként használják. Az 1964-es New York-i kiállításra Walt Disney maga tervezett néhány attrakciót, amelyet az esemény után Disneylandbe szállítottak, és ott ma is működtetnek.

## Fordítás
- Ez a szócikk részben vagy egészben  az    Expo (exhibition) című angol Wikipédia-szócikk ezen változatának fordításán alapul.  Az eredeti cikk szerkesztőit annak laptörténete sorolja fel. Ez a jelzés csupán a megfogalmazás eredetét és a szerzői jogokat jelzi, nem szolgál a cikkben szereplő információk forrásmegjelöléseként.
- Ez a szócikk részben vagy egészben  a    Weltausstellung című német Wikipédia-szócikk ezen változatának fordításán alapul.  Az eredeti cikk szerkesztőit annak laptörténete sorolja fel. Ez a jelzés csupán a megfogalmazás eredetét és a szerzői jogokat jelzi, nem szolgál a cikkben szereplő információk forrásmegjelöléseként.